# Arnon Grünberg
Arnon Grunberg (oficial: Arnon Yasha Yves Grünberg), (n. 22 februarie 1971, Amsterdam), este un autor neerlandez, care și-a publicat o parte din cărțile sale sub pseudonimul Marek van der Jagt. Romanele lui sunt traduse în douăzeci si doua de limbi. Din 1995 trăiește în New York.

## Viață
Tatăl lui Arnon, Hermann Grünberg a fugit în anul 1933 din Berlin și a supraviețuit ca și mama sa Hannelore Grünberg-Klein. Arnon Grünberg a frecventat mai întâi școala Montessori din Amsterdam iar din anul 1982 până în 1988 Gimnaziul Vossius din Amsterdam. De aici, fiind un „element asocial” a fost eliminat, și de aceea a renunțat la școală. El fondează propria editură (Kasimir).
În anul 1994 apare romanul său Nesuferitele zile de luni (Blauwe maandagen), un bestseller internațional. Următoarea sa carte a fost Statisten, iar în anul 1998 a publicat De heilige Antonio. În anul 2000 apare romanul Fantoompijn, pentru care a câștigat Premiul pentru literatura AKO Literatuurprijs, unul dintre cele mai importante premii literare din Olanda.
Sub pseudonimul Marek van der Jagt a publicat două romane. În 2002 a primit pentru munca sa, în Germania premiul NRW-Literatur-Preis.
În anul 2003 publică De asielzoeker. Cu această carte a fost premiat pentru a doua oară cu Premiul AKO. În 2004 a apărut De joodse messias. Pentru cartea sa Tirza (2006), el a fost distins pentru a doua oară după 2002, cu cel mai important premiu din Belgia, De Gouden Uil.
Grünberg este, de asemenea, un bine-cunoscut columnist, eseist și blogger. El scrie pentru numeroase ziare și reviste. A fost de două ori în Irak ca jurnalist „embedded”.

## Premii
- 1994 - Rabobank Lenteprijs pentru Literatură pentru romanul Tina
- 1994 - Premiul "Anton Wachter" pentru Blauwe maandagen
- 1996 - Gouden Ezelsoor pentru Blauwe maandagen
- 1998 - Charlotte Köhler Stipendium pentru De troost van de slapstick
- 2000 - Premiul AKO-Literatuurprijs pentru Fantoompijn
- 2000 - Premiul "Anton Wachter" pentru Istoria calvitiei mele (De geschiedenis van mijn kaalheid) sub pseudonimul 'Marek van der Jagt'
- 2002 - Gouden Uil pentru De Mensheid zij geprezen, Lof der zotheid 2001'
- 2004 - Premiul "Anton Wachter" pentru De asielzoeker
- 2004 - Premiul "F. Bordewijk" pentru De asielzoeker
- 2007 - Gouden Uil pentru Tirza
- 2007 - Premiul Libris pentru Tirza
- 2009 - Premiul "Constantijn Huygens" pentru munca sa.
- 2010 - Premiul "Frans Kellendonk" pentru munca sa.
- 2011 - KANTL pentru  Tirza

## Traduceri în limba română
- Nesuferitele zile de luni, Editura Humanitas, 2008, ISBN 978-973-689-268-4
- Istoria calvitiei mele, Editura Humanitas, 2007, ISBN 978-973-689-173-1